# Skipper Clement
Klemen Andersen, apodado "Skipper Clement"  (c. 1484 – 9 de septiembre de 1536) fue un mercader danés que actuó como capitán, corsario y dirigente de la rebelión villana que causó la guerra civil llamada "guerra del conde" (Grevens Fejde).

## Origen
Clement nació en una familia de labradores de la parroquia de Aaby (Aaby Sogn i Kjer Herred) en el distrito de Vendsyssel (Jutlandia del norte) Se convirtió en un mercader en Aalborg y más tarde en vicealmirante de la marina real bajo Cristián II de Dinamarca. En 1523, Cristián II fue enviado al exilio y su tío, Federico I de Dinamarca ocupó el trono. En 1525, Clement se amotinó y convirtió en pirata.

## Guerra del Conde
Clement se alió a Cristóbal de Oldenburgo. A las órdenes del conde, instigó a los campesinos de Vendsyssel y Jutlandia del norte a una sublevación antinobiliaria. El 16 de octubre de 1534 el ejército villano de Clement, junto con soldados profesionales enviados pro el conde Cristóbal se enfrentó a las fuerzas reales. La batalla de Svenstrup (Slaget ved Svenstrup) terminó con la derrota del ejército nobiliario y en un par de meses los campesinos controlaban el norte de la península de Jutlandia. Expulsaron a los nobles y quemaron muchas de sus casas.
Incluso así, las fuerzas de los campesinos carecían de armas y disciplina. El rey Cristián III de Dinamarca pactó una paz con el conde Cristóbal y así pudo mandar a su general Johan Rantzau para acabar con la revuelta. En diciembre de 1534, el ejército de Johan Rantzau derrotó al ejército villano qué se había retirado a Aalborg para atrincherarse. Después de una dura batalla, el ejército de Rantzau superó las defensas de la ciudad y mató a más 2.000 personas. Clement logró huir pero fue traicionado y capturado. Fue encarcelado hasta el fin de la guerra civil y ejecutado tras ser torturado en la rueda en Viborg, Dinamarca.

## Legado
Los historiadores y escritores posteriores han mostrado admiración por Clement y le han ensalzado como una figura revolucionaria y como un campeón de la lucha por los derechos del hombre común. En el norte de Jutlandia se le considera un héroe local, en cuyo honor se erigió una estatua en 1931. La profundidad de su compromiso social o ideológico es difícil de discernir pero siendo el protagonista de la última rebelión campesina danesa se le puede ver como el paralelo danés de Wat Tyler en Inglaterra, Thomas Müntzer en Alemania y Yemelyan Pugachev en Rusia.

## Otras fuentes
- Dansk Biografisk leksikon, vol. 3, (Copenhague: 1979)
- Politikens Danmarkshistorie, vol. 6, por Svend Cedergreen Bech, (Copenhague: 1963)